# Chai Lifeline
Chai Lifeline es una organización sin fines de lucro basada en voluntarios de la ciudad de Nueva York que trabaja principalmente con niños que luchan contra el cáncer. Tiene múltiples oficinas regionales en los Estados Unidos, así como filiales en Canadá, Inglaterra, Israel y Bélgica. Fue fundada en 1987 y actualmente es dirigida por el Rabino Simcha Scholar, Chai Lifeline es principalmente una organización de apoyo para los pacientes enfermos de cáncer que se convirtió en una organización paraguas con el lema Fighting Illness With Love (en español: luchamos contra la enfermedad con amor).

### Campamento Simcha
Un proyecto muy aclamado es un programa llamado campamento Simcha ("Simcha" es alegría en hebreo), un campamento de verano para niños que luchan contra el cáncer y otras enfermedades hematológicas. Desde entonces, el campamento Simcha se ha expandido y ha abierto un segundo campamento para niños con enfermedades crónicas debilitantes llamado campamento Simcha especial.

### Proyecto C.H.A.I.
Otro programa que iniciaron es el Proyecto C.H.A.I. ("Chai" es vida en hebreo) y el programa de intervención en crisis. Este programa asegura que los niños, sus padres, maestros, clérigos y comunidades puedan lidiar apropiadamente con los eventos traumáticos, a menudo asociándose con organizaciones como el programa Aleinu del servicio familiar e infantil judío de Arizona y con organizaciones como Misaskim. Chai Lifeline es financiado por filántropos judíos y recibe ingresos mediante la recaudación de fondos. También reciben financiación y subvenciones del gobierno.

### Achim Beyachad
Achim Beyachad es la sección jasídica de Chai Lifeline. La organización nació para ayudar a los niños cuya inocencia terminó cuando se les diagnosticó un cáncer, enfermedades crónicas, o enfermedades que amenazan sus vidas.